# 공동서신
공동 서신(公同書信, general epistles), 가톨릭 서신(catholic epistles)은 신약성경의 일곱 서신서를 말한다. 신약성경에 등장하는 순서대로 공동 서신은 다음과 같다.
- 야고보의 편지
- 베드로의 첫째 편지
- 베드로의 둘째 편지
- 요한의 첫째 편지
- 요한의 둘째 편지
- 요한의 세째 편지
- 유다의 편지

## 명명
'공동 서신'은 본래 '가톨릭 서신'으로 불렸으며, 이때 가톨릭이라는 단어는 4세기부터 관례로 사용되었다. 당시 이 단어는 단순히 "공동"을 의미하는 단어로 나중에 가톨릭 교회로 알려지게 되는 어떤 종파와도 구체적으로 연관되어 있지 않았다. 그럼에도 불구하고, 이 편지들이 천주교에서만 인식된다는 인상을 피하기 위해 "공동 서신" 또는 "공동 선교 서신"과 같은 대체 용어가 사용된다. 역사적 맥락에서 가톨릭이라는 단어는 바울서신과 같이 특정하고 분리된 회중이나 개인에게 보낸 편지가 아니라 하나된 교회에 보낸 편지를 의미했을 것으로 추정한다. 그러나 요한 2서와 요한 3서는 이 견해와 모순되는 것처럼 보인다. 왜냐하면 그들의 연설은 각각 많은 사람들이 교회 자체라고 추측하는 "선택된 여인"에게, 그리고 "가이오"에 대한 것이기 때문이다. 그의 신원에 대한 결정적인 증거의 방법. 따라서 일부 역사가들은 가톨릭이라는 명칭이 원래 요한 1서에만 적용되었고 나중에 바울이 아닌 다른 모든 서신으로 확장되었다고 생각한다.
일부 개신교인들은 이 책들을 "소서신"(Lesser Epistles)이라고 부르기도 한다.

## 정경성
공동 서신을 성경 정경으로 수용하는 것에 대해 처음부터 모두가 동의한 것은 아니다. 초기 몇세기동안 공동 서신의 정경성은 여러 차례 논의되었는데, 특히 3세기 초 오리게네스의 기술이 유명한다. 4세기 후반부터 서신이 정경 목록에 널리 등장하기 시작한 후에도 6세기와 7세기까지 공동 서신의 일부 또는 전부를 거부하는 견해는 일각에서 계속 제시되었다.